# Derambila syllaria
Derambila syllaria là một loài bướm đêm trong họ Geometridae.